# Dysmicoccus quercicolus
Dysmicoccus quercicolus är en insektsart som först beskrevs av Ferris 1918.  Dysmicoccus quercicolus ingår i släktet Dysmicoccus och familjen ullsköldlöss. Inga underarter finns listade i Catalogue of Life.